# Brennik (powiat legnicki)
Brennik – wieś sołecka w Polsce położona w województwie dolnośląskim, w powiecie legnickim, w gminie Ruja.

## Podział administracyjny
W latach 1975–1998 miejscowość należała administracyjnie do województwa legnickiego.

## Zabytki
Do wojewódzkiego rejestru zabytków wpisany jest:
- zespół pałacowy, z XIX-XX w.
  - pałac, z 1899 r., XX w.
  - pięć oficyn
  - trzy budynki gospodarcze
  - obora
  - dom mieszkalny nr 16
  - park